# 7호실
《7호실》은 2017년에 개봉한 대한민국의 영화이다.

## 줄거리
서울의 망해가는 DVD방 사장 두식(신하균)과 알바생 태정(도경수)이 문제의 방 7호실을 둘러싸고 펼쳐지는 블랙코미디이다.

## 캐스팅
- 신하균 : 김두식 역
- 도경수 : 태정 역
- 김동영 : 한욱 역
- 김종수 : 부동산 중개인 역
- 박수영 : 건물 관리인 역
- 김종구 : 교감 역
- 전석호 : 우형사 역
- 김도윤 : 타투남 역
- 황정민 : 두식의 누나 역
- 정승길 : 두식의 매형 역
- 정희태 : 전당포 직원 역
- 우지현 : 카페매니저 역
- 윤대열 : 치킨집 인부 역
- 박주환 : 아는형 역
- 박근록 : 15분 커플남 역
- 이혜린 : 15분 커플녀 역
- 조민성 : 편의점 점원 역
- 김은석 : 마약팀 반장 역
- 이서환 : 만취남 역
- 이재혁 : 마약팀 형사 1 역
- 김성종 : 마약팀 형사 2 역
- 이광기 : 마약팀 형사 3 역
- 윤세현 : 마약팀 형사 4 역
- 강은우 : 최신프로 커플남 역
- 박소영 : 최신프로 커플녀 역
- 지화섭 : 카페 청년 1 역
- 김민중 : 카페 청년 2 역
- 이우성 : 카페 청년 3 역
- 이자령 : 엔딩 손님 역
- 하시연 : 나레이터 모델 역
- 전다솔 : 롯데리아 직원 역
- 은미향 : 대흥 여직원 역
- 오성현 : 애정행각 커플남 역
- 김기정 : 애정행각 커플녀 역
- 조상욱 : 두식 조카 역
- 박세인 : 태정 하우스메이트 1 역
- 김광진 : 태정 하우스메이트 2 역
- 신선우 : 키스 커플남 역
- 전하연 : 키스 커플녀 역
- 오태남 : 삼겹살집 사장 역
- 최승빈 : 삐에로 역
- 한도형 : 두식 전처 사진 역
- 김지영 : 가로수길녀 역 (우정출연)
- 김태한 : 가로수길남 역 (우정출연)
- 최무성 : 중고차 매매상 역 (우정출연)